# Teversham
Teversham – wieś i civil parish w Anglii, w Cambridgeshire, w dystrykcie South Cambridgeshire. W 2011 civil parish liczyła 2943 mieszkańców. Teversham jest wspomniana w Domesday Book (1086) jako Teuersham/Teuresham.